# Wiktor Lindenbaum

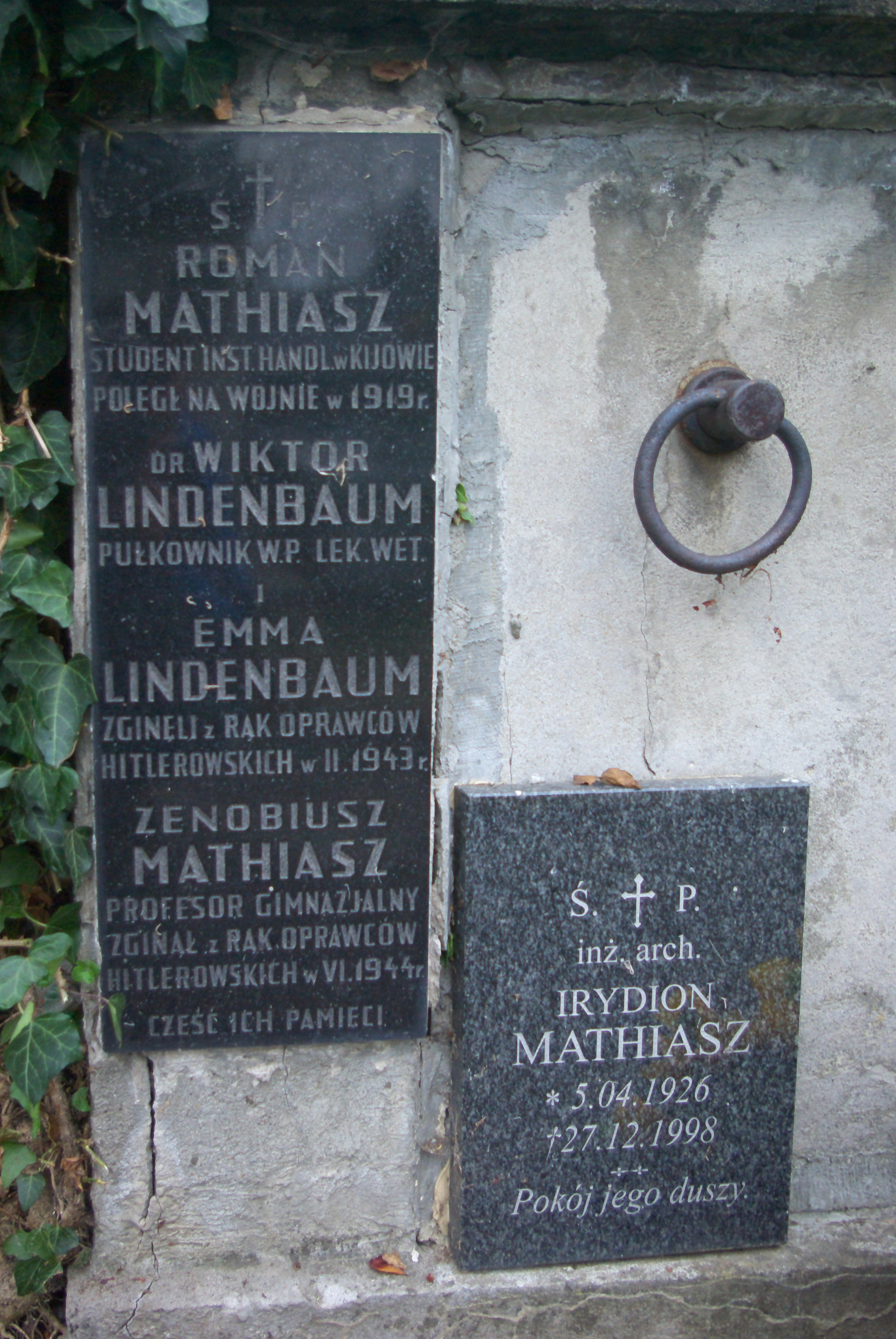
Symboliczne upamiętnienia Wiktora i Emmy Lindenbaumów na grobowcu rodziny Mathiaszów w Sanoku

Emanuel Wiktor Lindenbaum (ur. 8 listopada 1877, zm. w lutym 1943) – pułkownik lekarz weterynarii doktor Wojska Polskiego.

## Życiorys
Urodził się 8 listopada 1877 w Przemyślu. Według różnych wersji był narodowości niemieckiej i wyznania rzymskokatolickiego, narodowości żydowskiej lub polskiej i wyznania rzymskokatolickiego. Jako Emanuel Lindenbaum w 1895 ukończył VI klasę w C. K. Gimnazjum w Przemyślu.
W dokumentach i publikacjach jego tożsamość była wskazywana w różnych formach: Emanuel Wiktor Lindenbaum (1923, 1924, 1932), Emanuel Lindenbaum (1928), E. Wiktor Lindenbaum, Emanuel Edmund Lindenbaum (1931), Wilhelm Lindenbaum (1939), Wilhelm Lindenbaum, Emanuel Edmund Wiktor Lindenbaum.
W 1900 ukończył studia Akademii Weterynaryjnej we Lwowie. Podczas studiów w grudniu 1898 został wybrany do składu w komisji szkontrującej uczelnianego Towarzystwa Bratniej Pomocy.
Podczas I wojny światowej służył jako lekarz weterynarz w armii austriackiej. Po odzyskaniu przez Polskę niepodległości został przyjęty do Wojska Polskiego w 1919. Służbę w armii polskiej rozpoczął od stopnia kapitana. 3 maja 1922 został zweryfikowany w stopniu podpułkownika ze starszeństwem z 1 czerwca 1919 i 16. lokatą w korpusie oficerów weterynaryjnych.
W latach 1923–1924 pełnił służbę w Szefostwie Weterynaryjnym Dowództwa Okręgu Korpusu Nr II w Lublinie, pozostając oficerem nadetatowym Kadry Okręgowego Szpitala Koni Nr 2. 1 listopada 1925 pozostał w rozporządzeniu dowódcy Okręgu Korpusu Nr II z równoczesnym przeniesieniem do rezerwy kadry oficerów korpusu weterynaryjnego. Jego oddziałem macierzystym w dalszym ciągu była Kadra Okręgowego Szpitala Koni Nr 2. 1 stycznia został awansowany na pułkownika ze starszeństwem z 1 stycznia 1928 i 1. lokatą w korpusie oficerów weterynaryjnych. W tym czasie pełnił stanowisko naczelnego lekarza weterynarii Okręgu Korpusu Nr II. W 1932 pełnił funkcję szefa weterynarii Okręgu Korpusu Nr II. Z dniem 30 listopada 1934 został przeniesiony w stan spoczynku.
Na przełomie lat 20. i 30. Wiktor Lindenbaum prowadził praktykę weterynaryjną przy ulicy Szopena 11 w Lublinie. Jako emerytowany oficer WP mieszkał w Krakowie do końca lat 30.. Po wybuchu II wojny światowej pozostał w tym mieście.
Był żonaty z Emmą Marią Lindenbaum z domu Winterstein (ur. 1886). Mieli córkę Elżbietę Julię (19 listopada 1907 w Ustrzykach Dolnych, adwokat, zamężna z Adamem Mathiaszem, zm. 5 grudnia 1994 w Krakowie).
Symboliczny grób Wiktora i Emmy Lindenbaum został ustanowiony w grobowcu rodziny Mathiasz (gdzie spoczęła ich córka Elżbieta), położonym na Cmentarzu Centralnym w Sanoku. Z treści inskrypcji umieszczonej na grobowcu wynika, że Wiktor i Emma Lindenbaum „zginęli z rąk okupantów hitlerowskich w lutym 1943 roku”.

## Odznaczenie
- Złoty Krzyż Zasługi (19 marca 1931, „za zasługi na polu wiedzy lekarskiej i lecznictwa w wojsku”)[27][28]